# Best of the Beach Boys Vol. 2
A Best of The Beach Boys Vol. 2 a Beach Boys válogatásalbuma, az 1966 nyarán megjelent Best Of The Beach Boys kiadvány folytatása, amelyet a Capitol Records állított össze sietve, miután a Beach Boys sajtófőnöke, Derek Taylor bejelentette, hogy Brian Wilson félbehagyta a munkát a hónapok óta várt SMiLE albumon.
Az együttes pályafutásának fordulópontján piacra került album, amely új dalok helyett ismét a hatvanas évek első felének slágereit próbálta újra eladni, megerősítette a közvélemény szemében, hogy a Beach Boys nem képes felvenni a versenyt a "szeretet nyarának" pszichedelikus rockjával.
Noha az "I Get Around", a "California Girls", a "Please Let Me Wonder" vagy a "Let Him Run Wild" című dalok nagyszerűségét nehéz kétségbe vonni, ezek a számok mégis kétségbeejtően régimódinak tűntek olyan albumokkal összehasonlítva, mint a Beatles Sgt. Pepper's Lonely Hearts Club Band-je, vagy Jimi Hendrix radikális bemutatkozó albuma. Mindezek eredményeként a lemez megbukott az Amerikai Egyesült Államokban, az albumlista 50. helyénél nem jutott feljebb, és noha egy év leforgása alatt elfogyott belőle kétmillió példány, 1967 őszére a Beach Boys számára világossá vált, hogy komoly bajba kerültek szülőhazájukban.
Ugyanakkor az album brit kiadása, az amerikaiétól eltérő dalsorrenddel, elődjéhez hasonlóan rendkívül jól fogyott – Nagy-Britanniában a zenekar sikerrel őrizte meg népszerűségét az évtized második felében is.
A Best of The Beach Boys Vol. 2 már régóta nincsen forgalomban, helyét jóval átfogóbb válogatáslemezek vették át.

## Az album dalai
1. "Barbara Ann" (Fred Fassert) – 2:11
2. "When I Grow Up (To Be A Man)" (Brian Wilson/Mike Love) – 2:01
3. "Long Tall Texan" (Henry Strezlecki) – 2:30
4. "Please Let Me Wonder" (Brian Wilson/Mike Love) – 2:45
5. "409" (Brian Wilson/Mike Love/Gary Usher) – 1:59
6. "Let Him Run Wild" (Brian Wilson/Mike Love) – 2:20
7. "Don’t Worry Baby" (Brian Wilson/Roger Christian) – 2:47
8. "Surfin' Safari" (Brian Wilson/Mike Love) – 2:05
9. "Little Saint Nick" (Brian Wilson/Mike Love) – 1:59
10. "California Girls" (Brian Wilson/Mike Love) – 2:38
11. "Help Me, Rhonda" (Brian Wilson/Mike Love) – 2:46
12. "I Get Around" (Brian Wilson/Mike Love) – 2:12

## Brit kiadás
A Best Of The Beach Boys Vol. 2 brit kiadása 14 dalt tartalmaz, az amerikai standard 12 számos formátum helyett.
1. "Surfer Girl" – 2:26
2. "Don't Worry Baby" – 2:51
3. "Wendy" – 2:22
4. "When I Grow Up (To Be A Man)" – 2:02
5. "Good To My Baby" – 2:16
6. "Dance, Dance, Dance" – 1:58
7. "Then I Kissed Her" – 2:15
8. "The Girl From New York City" – 1:53
9. "Girl Don't Tell Me" – 2:19
10. "The Little Girl I Once Knew" – 2:36
11. "Mountain Of Love" – 2:47
12. "Here Today" – 2:52
13. "Wouldn’t It Be Nice" – 2:22
14. "Good Vibrations" – 3:35

A Best of The Beach Boys Vol. 2 (Capitol (D) 2706) az 50. helyig jutott, és 22 hetet töltött a Billboard listáján. A brit kiadás 3. helyezett lett a tengerentúlon.